# Cesare Acelli
Cesare Acelli (auch: Cesare Accelli; * vor 1580; † nach 1588) war ein italienischer Komponist. Er st bekannt für seine Beiträge zur Madrigalmusik.

## Leben
Über das Leben von Cesare Acelli sind nur wenige Details bekannt. Es wird vermutet, dass er aus Mantua stammt, da seine Madrigale in drei Anthologien enthalten sind, die Werke anderer Komponisten aus Mantua enthalten. Seine aktive Periode als Komponist war zwischen 1586 und 1588, während der er in Venedig wirkte.

## Werke (Auswahl)
Cesare Acelli komponierte hauptsächlich Madrigale und geistliche Musik. Zwischen 1586 und 1588 wurden fünf von ihm komponierte Madrigale zu drei bis fünf Stimmen publiziert, die heute noch bekannt sind. Des Weiteren schrieb er das Gedicht L’inargentato Lido, das Gasparo Zerto vertonte.

### Madrigale
- Chiudea al sonno le luci a 4 voci 1588
- Como cristallo in monte a 3 voci, 1588, veröffentlicht in Fiori musicali di diversi autori a tre voci, Libro secondo[2]
- Donna mia casta e bella a 5 voci, 1586, veröffentlicht in der Sammlung De floridi virtuosi d'Italia, il terzo libro de madrigali à cinque voci (Digitalisat beim IMSLP) und in der Sammlung De floridi virtuosi d'Italia madrigali a cinque voci ridotti in un corpo, 1600 (Digitalisat bei Gallica i RISM ID: 451007863)
- O piu bella del Sol, 1592 in der Sammlung L'Amorosa Caccia bei Angelo Gardano in Venedig veröffentlicht (Digitalisat beim IMSLP)
- Porgimi un baccio a 3 voci, 1588, veröffentlicht in Fiori musicali di diversi autori a tre voci, Libro secondo[2]

## Einspielungen
- L'inargentato lido. Aufgenommen von The King’s Singers in Ascot Priory, Ascot, Berkshire im September 2013, veröffentlicht auf der CD Il trionfo di Dori beim Label Signum Classics, 2015